# Federaal agentschap voor beroepsrisico’s
Het federaal agentschap voor beroepsrisico's (Frans: agence fédérale des risques professionnels), afgekort Fedris, is een Belgische federale openbare instelling van sociale zekerheid die de sociale verzekering van werknemers tegen beroepsziekten en arbeidsongevallen beheert. Fedris is op 1 januari 2017 ontstaan uit de samenvoeging van het voormalige Fonds voor Arbeidsongevallen (FAO) en het voormalige Fonds voor Beroepsziekten (FBZ). Fedris neemt ook de taken op zich van het voormalige Asbestfonds, dat deel uitmaakte van het Fonds voor Beroepsziekten.

## Organisatie
Fedris wordt beheerd door een algemeen beheerscomité dat paritair is samengesteld uit een gelijk aantal vertegenwoordigers van werkgevers en werknemers. Daarnaast is er ook een specifiek beheerscomité voor alles wat betreft arbeidsongevallen en een voor alles wat betreft beroepsziekten. De beheerscomités worden bijgestaan door technische comités die kunnen adviseren. Een administrateur-generaal staat in voor het uitvoeren van de beslissingen van de beheerscomités en het dagelijks beheer van Fedris. Fedris beschikt verder over ongeveer 500 personeelsleden. De Belgische Staat en Fedris sluiten elke drie jaar een bestuursovereenkomst af waarin wordt vastgelegd welke doelstellingen Fedris moet halen en binnen welke termijnen. Fedris is tevens lid van het Europees Forum van verzekeringen tegen arbeidsongevallen en beroepsziekten, dat (anno 2016) 21 Europese instellingen inzake arbeidsongevallenverzekering en beroepsziektenverzekering verenigt.

## Taken

### Arbeidsongevallen
Fedris heeft een controlerende taak tegenover werkgevers en verzekeringsondernemingen op het gebied van arbeidsongevallen. Zo controleert Fedris het beheer van arbeidsongevallendossiers door de verzekeringsondernemingen en Belgische overheden, de regelingsvoorstellen die verzekeringsondernemingen doen aan slachtoffers van arbeidsongevallen en de verplichting van werkgevers om al hun werknemers te verzekeren en elk arbeidsongeval aan te geven. Daarnaast vergoedt Fedris de slachtoffers of rechthebbenden van arbeidsongevallen in sommige gevallen zelf, zoals bij enkele specifieke beroepsgroepen of wanneer een werkgever zijn werknemers (illegaal) niet verzekerd heeft. Fedris doet ook aan preventie van arbeidsongevallen door bijvoorbeeld preventieacties van de FOD Werkgelegenheid, Arbeid en Sociaal Overleg te ondersteunen. 

### Beroepsziekten
Fedris vergoedt de slachtoffers of rechthebbenden van beroepsziekten uit de privésector en uit enkele specifieke beroepsgroepen (zoals mijnwerkers, zeelieden en studenten). Daarnaast organiseert Fedris een aantal preventieprogramma's om beroepsziekten te voorkomen (bijvoorbeeld sommige vaccinaties). 

### Informering
Fedris heeft tevens als taak informatie te verstrekken omtrent arbeidsongevallen en beroepsziekten. Zo organiseert Fedris in grotere steden zitdagen waar slachtoffers of rechthebbenden van arbeidsongevallen of beroepsziekten informatie kunnen vragen aan een sociaal assistent over de afhandeling of gevolgen van hun dossier. Bij slachtoffers die door hun ongeval of ziekte zich moeilijk kunnen verplaatsen of bij dodelijke arbeidsongevallen gaan de sociaal assistenten van Fedris ook op huisbezoek. Fedris fungeert verder als tussenpersoon voor de informatie tussen de Kruispuntbank van de Sociale Zekerheid (KSZ) en de verzekeringsondernemingen voor arbeidsongevallen. Fedris levert ten slotte ook informatie aan zijn voogdijminister (anno 2017 is dat minister van Sociale Zaken en Volksgezondheid Maggie De Block). 

### Uitzonderingen
Enkele specifieke groepen werknemers, waaronder militairen en werknemers van de NMBS, vallen niet onder de bevoegdheid van Fedris. Zij hebben hun eigen regeling voor arbeidsongevallen en beroepsziekten. Fedris heeft ook geen bevoegdheid over de sociale verzekering van zelfstandigen; zij vallen onder de bevoegdheid van het Rijksinstituut voor de sociale verzekeringen der zelfstandigen (RSVZ). 

## Financiering
Verzekeringsvergoedingen die Fedris zelf uitbetaalt aan slachtoffers of rechthebbenden van arbeidsongevallen of beroepsziekten komen uit het Globaal Beheer van de sociale zekerheid. Dat Globaal Beheer wordt georganiseerd door de Rijksdienst voor Sociale Zekerheid (RSZ), dat fungeert als koepelorganisatie voor alle federale openbare instellingen van sociale zekerheid. Daarnaast int Fedris ook bijdragen van verzekeringsondernemingen, niet-verzekerde werkgevers en enkele specifieke groepen van werkgevers om zijn werking te financieren. 